# Élections législatives de 2012 dans l'Yonne
Les élections législatives françaises de 2012 se déroulent les 10 et 17 juin 2012. Dans le département de l'Yonne, trois députés sont à élire dans le cadre de trois circonscriptions, soit le même nombre d'élus malgré le redécoupage électoral.

## Élus
| Circonscription | Député sortant      | Parti | Parti | Député élu ou réélu | Parti | Parti |
| --------------- | ------------------- | ----- | ----- | ------------------- | ----- | ----- |
| 1re             | Jean-Pierre Soisson |       | UMP   | Guillaume Larrivé   |       | UMP   |
| 2e              | Jean-Marie Rolland  |       | UMP   | Jean-Yves Caullet   |       | PS    |
| 3e              | Marie-Louise Fort   |       | UMP   | Marie-Louise Fort   |       | UMP   |

## Impact du redécoupage territorial
Les trois circonscriptions changent quelque peu ; le canton de Brienon-sur-Armançon passe de la 3e circonscription à la 2e, laquelle cède la commune de Monéteau à la 1re.

## Résultats

### Résultats à l'échelle du département
| Parti          | Parti                              | Premier tour | Premier tour | Second tour | Second tour | Sièges |
| Parti          | Parti                              | Voix         | %            | Voix        | %           | Sièges |
| -------------- | ---------------------------------- | ------------ | ------------ | ----------- | ----------- | ------ |
|                | Parti socialiste                   | 47 051       | 32,67        | 66 920      | 47,67       | 1      |
|                | Parti radical de gauche            | 4 311        | 2,99         |             |             | 0      |
|                | Europe Écologie Les Verts          | 3 371        | 2,34         | 0           |             |        |
|                | Majorité présidentielle            | 54 733       | 38,00        | 66 920      | 47,67       | 1      |
|                |                                    |              |              |             |             |        |
|                | Union pour un mouvement populaire  | 48 470       | 33,65        | 73 436      | 52,33       | 2      |
|                | Nouveau centre                     | 3 836        | 2,66         |             |             | 0      |
|                | Divers droite dont DLR et PCD      | 1 982        | 1,38         | 0           |             |        |
|                | Droite parlementaire               | 54 288       | 37,69        | 73 436      | 52,33       | 2      |
|                |                                    |              |              |             |             |        |
|                | Front national                     | 25 094       | 17,42        |             |             | 0      |
|                | Front de gauche                    | 6 544        | 4,54         | 0           |             |        |
|                | Extrême gauche dont LO, NPA et POI | 1 683        | 1,17         | 0           |             |        |
|                | Divers écologiste dont MÉI et AÉI  | 844          | 0,59         | 0           |             |        |
|                | Extrême droite                     | 844          | 0,59         | 0           |             |        |
|                |                                    |              |              |             |             |        |
| Inscrits       | Inscrits                           | 245 228      | 100,00       | 245 205     | 100,00      | 3      |
| Abstentions    | Abstentions                        | 99 058       | 40,39        | 100 251     | 40,88       |        |
| Votants        | Votants                            | 146 170      | 59,61        | 144 954     | 59,12       |        |
| Blancs et nuls | Blancs et nuls                     | 2 140        | 1,46         | 4 598       | 3,17        |        |
| Exprimés       | Exprimés                           | 144 030      | 98,54        | 140 356     | 96,83       |        |

### Résultats par circonscription

#### Première circonscription (Auxerre)
| Candidat                          | Candidat              | Parti                    | Premier tour | Premier tour | Second tour | Second tour |  |
| Candidat                          | Candidat              | Parti                    | Voix         | %            | Voix        | %           |  |
| --------------------------------- | --------------------- | ------------------------ | ------------ | ------------ | ----------- | ----------- |  |
|                                   | Guy Férez             | PS                       | 16 631       | 35,75        | 22 554      | 48,36       |  |
|                                   | Guillaume Larrivé élu | UMP                      | 16 015       | 34,43        | 24 082      | 51,64       |  |
|                                   | Richard Jacob         | RBM (FN)                 | 7 809        | 16,79        |             |             |  |
|                                   | Alain Raymont         | FG (PCF) (Divers gauche) | 2 385        | 5,13         |             |             |  |
|                                   | Maud Navarre          | EÉLV                     | 2 078        | 4,47         |             |             |  |
|                                   | Marion Sigaut         | DLR                      | 550          | 1,18         |             |             |  |
|                                   | Marie-Jeanne Bontemps | MPF                      | 285          | 0,61         |             |             |  |
|                                   | Nicole Assegond       | NPA                      | 263          | 0,57         |             |             |  |
|                                   | Fabienne Delorme      | LO                       | 244          | 0,52         |             |             |  |
|                                   | Bernard Beherec       | AÉI                      | 180          | 0,39         |             |             |  |
|                                   | Joël Rigolat          | UPF (MoDem)              | 81           | 0,17         |             |             |  |
|                                   |                       |                          |              |              |             |             |  |
| Inscrits                          | Inscrits              | Inscrits                 | 78 339       | 100,00       | 78 334      | 100,00      |  |
| Abstentions                       | Abstentions           | Abstentions              | 31 152       | 39,77        | 30 362      | 38,76       |  |
| Votants                           | Votants               | Votants                  | 47 187       | 60,23        | 47 972      | 61,24       |  |
| Blancs et nuls                    | Blancs et nuls        | Blancs et nuls           | 666          | 1,41         | 1 336       | 2,78        |  |
| Exprimés                          | Exprimés              | Exprimés                 | 46 521       | 98,59        | 46 636      | 97,22       |  |
| Source : Ministère de l'Intérieur |                       |                          |              |              |             |             |  |

#### Deuxième circonscription (Avallon)
| Candidat       | Candidat                   | Parti              | Premier tour | Premier tour | Second tour | Second tour |  |
| Candidat       | Candidat                   | Parti              | Voix         | %            | Voix        | %           |  |
| -------------- | -------------------------- | ------------------ | ------------ | ------------ | ----------- | ----------- |  |
|                | Jean-Yves Caullet élu      | PS                 | 16 027       | 34,69        | 22 274      | 50,25       |  |
|                | Jean-Marie Rolland sortant | UMP                | 13 618       | 29,48        | 22 050      | 49,75       |  |
|                | Claude Dassié              | RBM (FN)           | 7 402        | 16,02        |             |             |  |
|                | Patrick Gendraud           | NC                 | 3 836        | 8,30         |             |             |  |
|                | Martine Millet             | FG (Divers gauche) | 2 567        | 5,56         |             |             |  |
|                | Thomas Guéret              | EÉLV               | 1 293        | 2,80         |             |             |  |
|                | Julie Hanse                | DLR                | 540          | 1,17         |             |             |  |
|                | Jacques Kotoujansky        | Extrême droite     | 362          | 0,78         |             |             |  |
|                | Audrey Dumont              | LO                 | 319          | 0,69         |             |             |  |
|                | Raymond Plautz             | NPA                | 233          | 0,50         |             |             |  |
|                |                            |                    |              |              |             |             |  |
| Inscrits       | Inscrits                   | Inscrits           | 77 710       | 100,00       | 77 710      | 100,00      |  |
| Abstentions    | Abstentions                | Abstentions        | 30 806       | 39,64        | 31 697      | 40,79       |  |
| Votants        | Votants                    | Votants            | 46 904       | 60,36        | 46 013      | 59,21       |  |
| Blancs et nuls | Blancs et nuls             | Blancs et nuls     | 707          | 1,51         | 1 689       | 3,67        |  |
| Exprimés       | Exprimés                   | Exprimés           | 46 197       | 98,49        | 44 324      | 96,33       |  |

#### Troisième circonscription (Sens)
| Candidat       | Candidat                          | Parti                   | Premier tour | Premier tour | Second tour | Second tour |  |
| Candidat       | Candidat                          | Parti                   | Voix         | %            | Voix        | %           |  |
| -------------- | --------------------------------- | ----------------------- | ------------ | ------------ | ----------- | ----------- |  |
|                | Marie-Louise Fort sortante réélue | UMP                     | 18 837       | 36,71        | 27 304      | 55,28       |  |
|                | Nicolas Soret                     | PS                      | 14 393       | 28,05        | 22 092      | 44,72       |  |
|                | Édouard Ferrand                   | RBM (FN)                | 9 883        | 19,26        |             |             |  |
|                | Daniel Paris                      | PRG                     | 4 311        | 8,40         |             |             |  |
|                | Élodie Delion                     | FG (Divers gauche) (PG) | 1 592        | 3,10         |             |             |  |
|                | Gérard Serré                      | DLR                     | 526          | 1,03         |             |             |  |
|                | Michel Golliard                   | PDF                     | 482          | 0,94         |             |             |  |
|                | Jean Roussel                      | AÉI                     | 341          | 0,66         |             |             |  |
|                | Maryse Sanguinet-Tonnerre         | MÉI                     | 323          | 0,63         |             |             |  |
|                | Michel Leme                       | NPA                     | 249          | 0,49         |             |             |  |
|                | Jocelyne Puget                    | LO                      | 233          | 0,45         |             |             |  |
|                | Annie Scaniglia-Kermin            | POI                     | 142          | 0,28         |             |             |  |
|                |                                   |                         |              |              |             |             |  |
| Inscrits       | Inscrits                          | Inscrits                | 89 161       | 100,00       | 89 161      | 100,00      |  |
| Abstentions    | Abstentions                       | Abstentions             | 37 082       | 41,59        | 38 192      | 42,83       |  |
| Votants        | Votants                           | Votants                 | 52 079       | 58,41        | 50 969      | 57,17       |  |
| Blancs et nuls | Blancs et nuls                    | Blancs et nuls          | 767          | 1,47         | 1 573       | 3,09        |  |
| Exprimés       | Exprimés                          | Exprimés                | 51 312       | 98,53        | 49 396      | 96,91       |  |